# Journée de Jérusalem
La journée ou le jour dit(e) « de Jérusalem » (יום ירושלים en hébreu, transcrit Yom Yer(o)ushalayim), c'est-à-dire « journée de sa libération » (יום שחרור ירושלים, alors Yom shi'hrour Yeroushalayim) ou « de son unification » (יום איחוד ירושלים, Yom I’houd Yeroushalayim), est une date fixée par l’État d’Israël à la suite de sa conquête armée, aussi désignée sous les termes de colonisation ou annexion, de Jérusalem-Est (territoire palestinien désormais occupé), incluant la vieille ville, lors de la guerre des Six Jours le 28 iyar 5727 du calendrier hébraïque, correspondant au mercredi 7 juin 1967 du calendrier grégorien. 
Elle donne lieu en Israël depuis, chaque 28 iyar, à diverses cérémonies joyeuses ou commémoratives pour les soldats tombés lors des combats de libération, observées par l’ensemble de la population juive israélienne à l’exception de certains milieux haredim.
C’est également à cette date qu’est marquée une journée du souvenir pour les juifs d'Éthiopie morts lors de leur émigration vers Israël.

## Yom Yeroushalayimdans les sources juives et officielles
Un plan de partage de la Palestine prévoit en 1947 deux États indépendants, l'un à dominante juive et l'autre arabe, et une zone internationale, avec Jérusalem et ses environs devant être placés sous contrôle de la jeune Organisation des Nations unies. Ce plan est rejeté par les Arabes palestiniens et tous les pays arabes alentour qui attaquent le nouvel État juif Israël le 15 mai 1948 lendemain de sa proclamation, conduisant ainsi à une première guerre israélo-arabe. 
Des accords d'armistice en 1949 prévoient un partage de la ville de Jérusalem suivant la ligne de front, entre une partie orientale désormais dénommée "Jérusalem-Est" sous contrôle jordanien et une partie occidentale sous contrôle israélien.
Jérusalem, avec sa vieille ville et ses principaux lieux de culte juifs, est vidée de son importante communauté juive et la présence juive y est interdite y compris sur les lieux saints.
Cette journée célèbre donc la réunification (mot faisant référence au psaume biblique 122, verset 3 : יְרוּשָׁלִַם הַבְּנוּיָה כְּעִיר שֶׁחֻבְּרָה לָּהּ יַחְדָּו) de la ville de Jérusalem après sa conquête par l'armée (tsahal) au cours de la guerre des Six Jours le 7 juin 1967 / 28 Iyar 5727, l'infanterie investissant la Vieille ville.

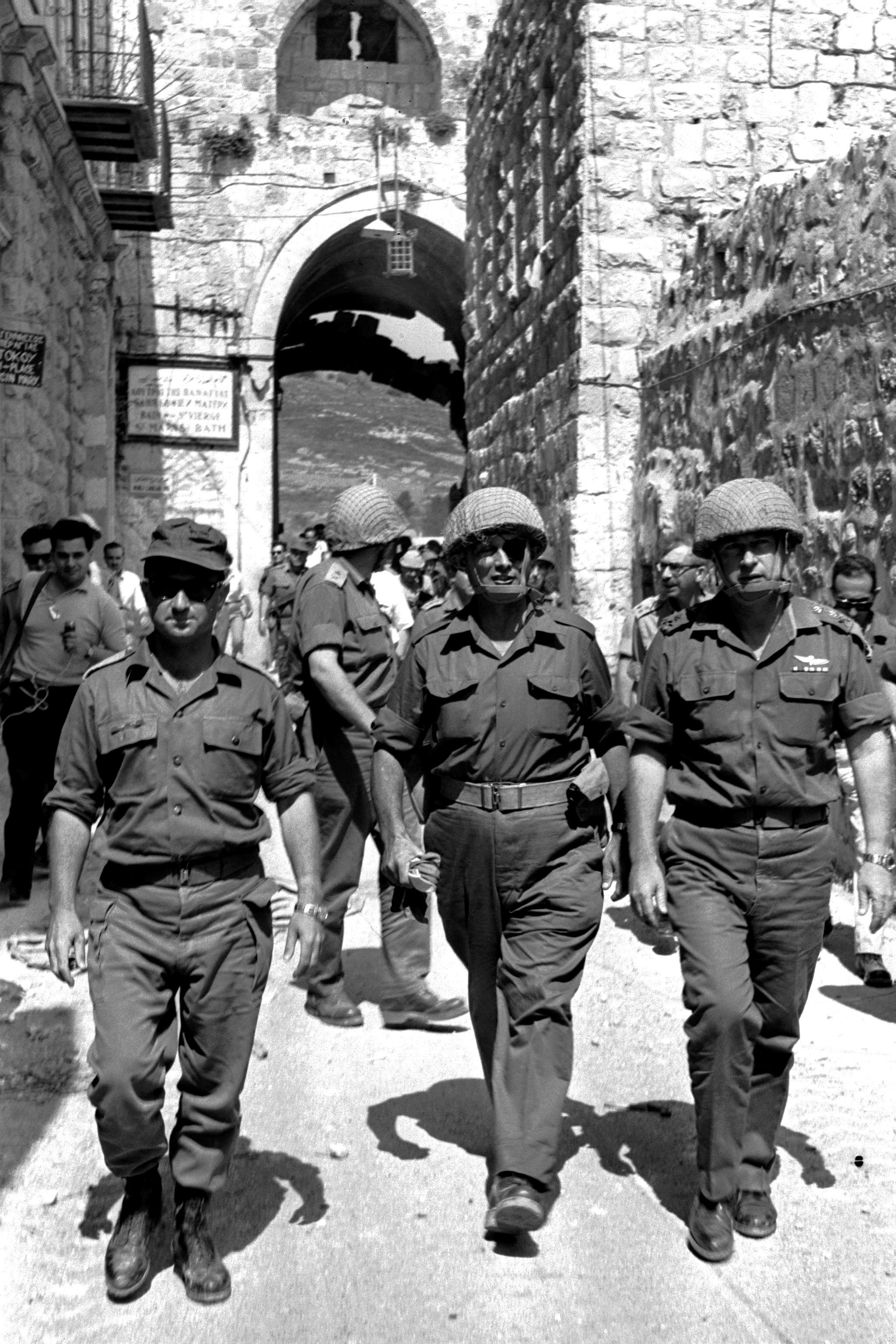
Conquête de la vieille ville de Jérusalem le mercredi 7 juin 1967.

Le 12 mai 1968, le gouvernement du pays proclame la date du 28 Iyar comme jour férié en tant que « journée de Jérusalem ». 
Le 23 mars 1998, la Knesset décide de faire de ce jour une fête nationale. La communauté juive la commémore comme la « libération » de la vieille ville et de ses lieux saints. Comme pour la Journée de l'indépendance d'Israël, le Grand Rabbinat de l'État a décrété que chaque année, la Journée de Jérusalem devrait être célébrée dans la joie, notamment par des prières et coutumes religieuses particulières.

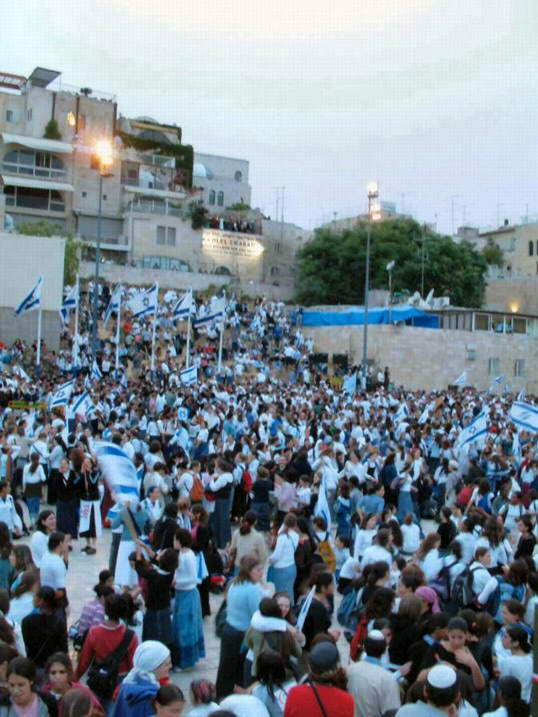
Journée de Jérusalem commémorée au Mur occidental (des Lamentations), ici en 2004.

Quand la date tombe un vendredi, Yom Yeroushalayim est avancée d'un jour comme cela est le cas le 21 mai 2009 dès le 27 iyar au lieu de l'habituel 28 (voir encore la photographie droite de frontispice, du 25 mai 2006 ?).
On y croise de très nombreux adolescents avec des drapeaux dans une ambiance festive, lors de plusieurs concerts en plein air ou d'un grand feu d'artifice final au-dessus des murailles de la vieille ville.

## Manifestations nationalistes
La Journée de Jérusalem donne lieu à la marche des drapeaux à Jérusalem-Est, en territoire occupé, à l'initiative des milieux d’extrême droite israéliens. Vécues comme une provocation par les habitants, elles conduisent fréquemment à des heurts sur l'esplanade des Mosquées, opposant de jeunes Palestiniens à la police israélienne. Ce jour-là, la police israélienne ordonne à tous les boutiquiers du quartier musulman de fermer leurs échoppes avant l'arrivée de la procession. Ces manifestations nationalistes ne sont pas approuvées par toute la classe politique israélienne. Pour le député Issawi Frej, du parti Meretz, les manifestants ont surtout communié dans « la belligérance, l'arrogance et la provocation ». La « danse des drapeaux [israéliens est] une parade de la haine dans les quartiers arabes, de la part de militants d'extrême droite radicaux ».